# Opařany
Opařany (do roku 1923 Opořany, německy Woporschan) jsou obec v okrese Tábor v Jihočeském kraji. Žije v ní přibližně 1 400 obyvatel.

## Geografické údaje

### Poloha obce
Obec leží na prodloužené vyvýšenině Středočeské pahorkatiny mezi údolími řeky Smutné a Oltyňského potoka patnáct kilometrů západně od Tábora. Prochází tudy státní komunikace I/29 spojující města Tábor a Písek. Na jihovýchodě obce se zvedá kopec Srubce (467 metrů), na jihu Noviny (476 metrů), západně Za Hromadou (450 metrů) a na severovýchodě Na Hůrkách (473 metrů) a Chlum (540 metrů).

### Sousední obce
V okolí Opařan jsou:
- na sever obce Hodušín, Skrýchov u Opařan a Nové Dvory,
- na severovýchod obce Oltyně
- na východ Řepeč a Kášovice
- na jihovýchod Bečice, Hájky a Slavňovice,
- na jih obce Stádlec a Staré Sedlo,
- na jihozápad Srlín
- na západ Zběšičky a Hanov
- na severozápad Karlov a Podboří.

### Klima
Klimatické poměry jsou obvyklé pro jihočeskou oblast. Průměrná roční teplota je pohybuje kolem 6,8 °C. Bývají zde normální mírně suchá léta, stejně tak mírná bývají i ostatní roční období. Průměrné roční srážky dosahují 580 mm. Charakteristické složení půdy odpovídá hnědozemi s vyšším obsahem humidů.

## Vodní toky a rybníky
Obec přísluší do povodí Lužnice. Dále katastrem obce protékají Smutná a Oltyňský potok, oba toky se vlévají do řeky Lužnice. Na jihozápadním okraji obce Opařany se nachází rybník Kášovka, uprostřed obce Jezedák a na západě, poněkud stranou obce, rybník Tomešín.

## Historie

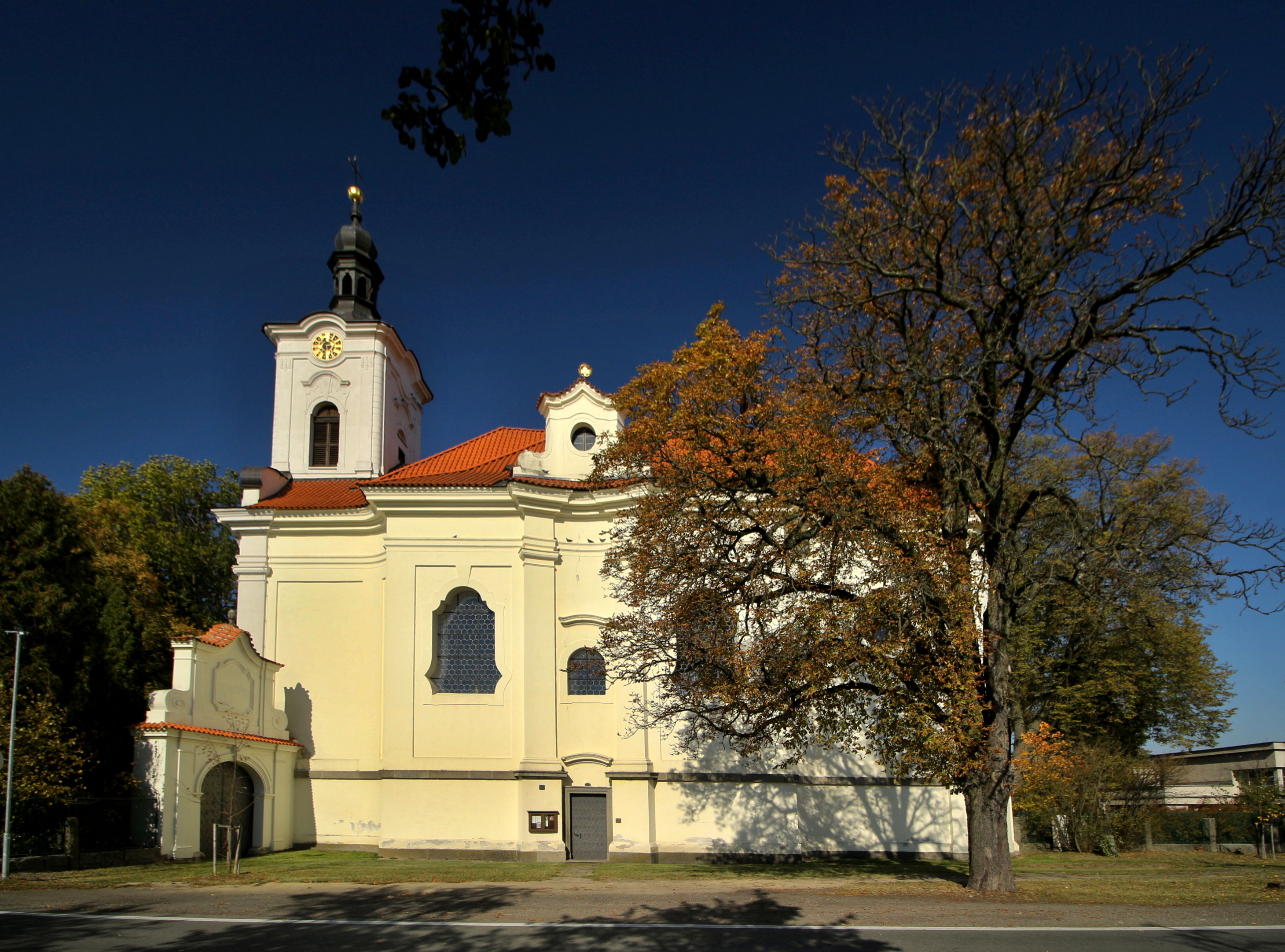
Kostel svatého Františka Xaverského v Opařanech

### Nejstarší dějiny a původ obce
Pravěké osídlení zdejšího kraje dokládají nálezy mohyl z doby laténské v lese jihovýchodně od obce.[zdroj?] V roce 1899 zde byl nalezen zlatý pásek (diadém) z druhé poloviny 6. století př. n. l. (z doby halštatské).
První písemná zmínka o Opařanech se datuje do roku 1268, kdy tvrz Opařany spolu s pivovarem od pražského biskupa Jana III. z Dražic koupil Přemysl Otakar II. Obec Opařany se prvotně skládala ze dvou vsí: Opařany (dolní ves) a Opařanky (horní ves). Ty byly spojeny v jednu a od roku 1375 náležely do majetku vyšehradské královské kapituly.

### Husitská doba a 16. století
V husitské době náležely Opařany přechodně k Táboru, pak Janovi II. z Rožmberka a Matějovi z Dubče. Po roce 1437 připadlo opařanské panství zpět královskému městu Táboru, v jehož držení zůstalo až do roku 1547. Kvůli podílu na stavovském povstání v roce 1547 byl majetek města Tábora zkonfiskován a Opařany byly v témže roce předány Vítovi mladšímu ze Rzavé na Stádlci. V roce 1593 Vítové ze Rzavého prodali panství Anně Dlouhoveské z Dlouhé Vsi. Její manžel Zikmund Chrt ze Rtína z Opařan učinil vedle Zvoleněvse jedno ze svých sídel.

### Doba třicetileté války a jezuité
Období třicetileté války se na obci i jejím nejbližším okolí negativně podepsalo úbytkem osídlení a zpustnutím pozemků a budov. Roku 1623 přenechala Anna Chrtová ze Rtína panství pražskému kupci Janu de Vit z Lilienthalu, který je roku 1628 prodal Anně Haslauerové z Haslova, rozené Kalenické na Olší. Ta byla v roce 1647 odsouzena za kruté chování ke svým poddaným. Její dcera přenechala Opařany roku 1658 ovdovělé hraběnce Františce Slavatové, rozené z Meggau (1609–1676), vdovy po Jáchymu Oldřichu Slavatovi († 1645) synovi císařského komorníka Viléma Slavaty. Její syn Jan Karel Jáchym, generál karmelitánského řádu, roku 1667 prodal opařanské panství jezuitské koleji u Nejsvětější Trojice v Jindřichově Hradci. Jím rod Slavatů v roce 1712 vyhasl.
O dva roky později jindřichohradecká kolej prodala ves za 35 000 zlatých pražské jezuitské koleji u sv. Klimenta. Pražští jezuité ještě předtím postupně získali okolní panství Bernartice (1606) a Borovany (1623) a také vsi Kolíšov (1621) a Bojenice (1624) a v roce 1691 přibylo ještě panství Dobronice. K opařanskému panství náležely vsi Držkrajov, Hanov, Kolíšov, Opařany, Ráb, Podboří, Přeštěnice, Srlín, Skrýchov a Zálší. V roce 1727 jezuité panství sjednotili na alodiální panství Opařany a Bernartice.
Jezuité zde v roce 1727 vystavěli svou rezidenci a později i kostel sv. Františka Xaverského, který stavěl Kilián Ignác Dientzenhofer, podle vzoru kostela svatého Klimenta v Klementinu.
Po zrušení jezuitského řádu v roce 1773 byl majetek Klementina rozhodnutím dvorské kanceláře převeden ve prospěch studijního fondu. Tím byla přerušena činnost opařanské farnosti, v roce 1787 však sem byl náboženským fondem znovu dosazen farář. Pod správou c.k. státního majetkového úřadu bylo na zdejším panství osm emfyteudovaných šafářských dvorců: Bernartice, Borovany, Dobronice, Kolíšov, Podboří, Podolí, Srlín a Opařany. Bývalá jezuitská rezidence měla řadu uplatnění. Podle různých pramenů sloužila jako středisko pro výchovu kazatelů a misionářů.
V roce 1825 panství v dražbě získala kněžna Quidobaldina Paarová, rozená Cavrianiová, pro svého syna Karla, který je připojil k bechyňskému panství.
V roce 1840 činila rozloha alodiálního panství 12 707 jiter, 1092 sáhů a mělo 5176 převážně českojazyčných poddaných, z toho devět židovských rodin. Hlavní zdroj příjmů tvořilo zemědělství. K panství náležely poddanský trh Bernartice a vsi Opařany, Podboří, Hanov, Srlín, Bojenice, Borovany, Kolíšov, Ráb, Podoly, Rakov, Zběšice, Dobronice, Staré Sedlo, Držkrajov, Přestěnice, Podolsko, Skrýchov a Zálší a také díl Kášovic, myslivna Na Řepečkách, Dobřejice a Bejšovcův Mlýn, v Malšicích mlýn U Marků a v Čenkově odlehlá hájovna. Po zrušení patrimoniálních panství patřily Opařany od roku 1850 pod správu okresního hejtmanství v Milevsku a soudním okrese Bechyně.

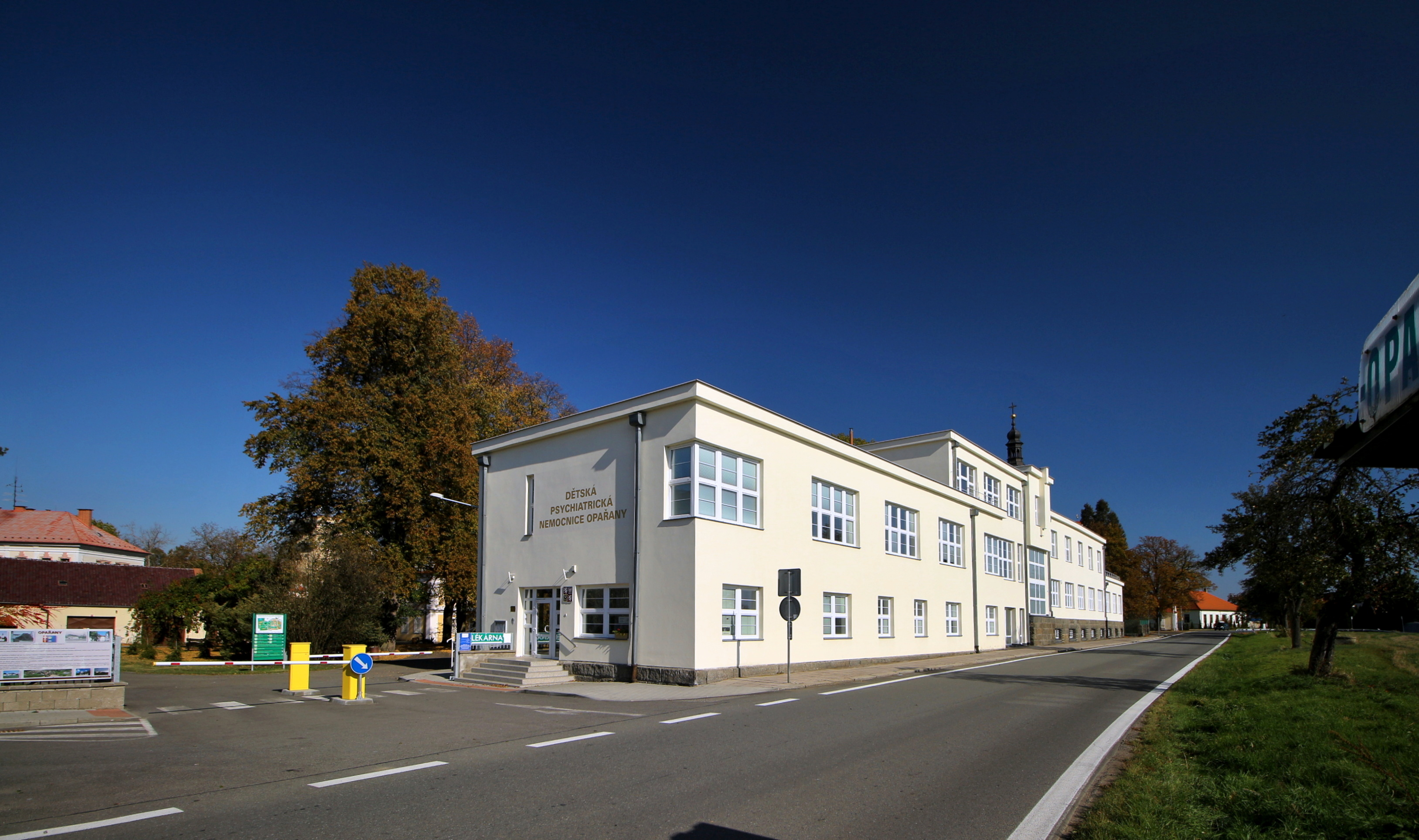
Současná podoba dětské psychiatrické léčebny v Opařanech

V roce 1887 Zemský výbor odkoupil od knížete Karla Paara opařanský zámek a roku 1889 zde zřídil letní psychiatrické sanatorium jako pobočku Královského zemského ústavu pro choromyslné v Praze. V roce 1890 měly Opořany 123 domů, v nichž žilo 1103 Čechů a 45 Němců. S finanční podporou Karla Františka Bartoše Šturz-Sattelberga byla pobočka zemského ústavu pro choromyslné v roce 1923 přebudována na kliniku pro mentálně postižené děti.

### 20. století – současnost
Od roku 1923 slouží zámecké budovy jako dětská psychiatrická léčebna. V roce 1924 byl zaveden současný název Opařany, do té doby se obec nazývala Opořany. Do konce roku 1960 náležela do okresu Milevsko, od roku 1960 do okresu Tábor. Současně s tím byly spojené obce Podboří s Karlovem. 1. července 1980 došlo ke včlenění Skrýchova u Opařan s částmi Hodušín, Nové Dvory a Olší. Současně byla Oltyně vyčleněna z Řepče a obě přičleněny k Opařanům.
6. července 1999 Opařany zasáhla bouře s krupobitím o velikosti holubího vejce, které způsobily značné škody.

## Obyvatelstvo
| Rok            | 1869  | 1880  | 1890  | 1900  | 1910  | 1921  | 1930  | 1950  | 1961  | 1970  | 1980  | 1991  | 2001  | 2011  | 2021  |
| -------------- | ----- | ----- | ----- | ----- | ----- | ----- | ----- | ----- | ----- | ----- | ----- | ----- | ----- | ----- | ----- |
| Počet obyvatel | 2 400 | 2 289 | 2 640 | 2 792 | 2 730 | 2 465 | 2 529 | 2 196 | 1 660 | 1 520 | 1 479 | 1 411 | 1 390 | 1 384 | 1 316 |
| Počet domů     | 309   | 322   | 337   | 339   | 345   | 354   | 376   | 414   | 405   | 401   | 391   | 494   | 523   | 517   | 558   |

## Obecní správa

### Části obce
- Hodušín
- Nové Dvory
- Olší
- Oltyně
- Opařany
- Podboří
- Skrýchov u Opařan

Od 1. července 1980 do 23. listopadu 1990 k obci patřily i Kášovice a Řepeč (Řepeč se, již bez Oltyně, opět osamostatnila k 24. listopadu 1990).

### Obecní symboly
Znak a vlajka byly obci uděleny rozhodnutím předsedy Poslanecké sněmovny Parlamentu České republiky dne 22. října 2008.

## Pamětihodnosti
- Kostel svatého Františka Xaverského
- Jezuitský klášter, pozdější zámek Opařany
- Výklenková kaplička svatého Jana Nepomuckého
- Boží muka

## Zajímavost

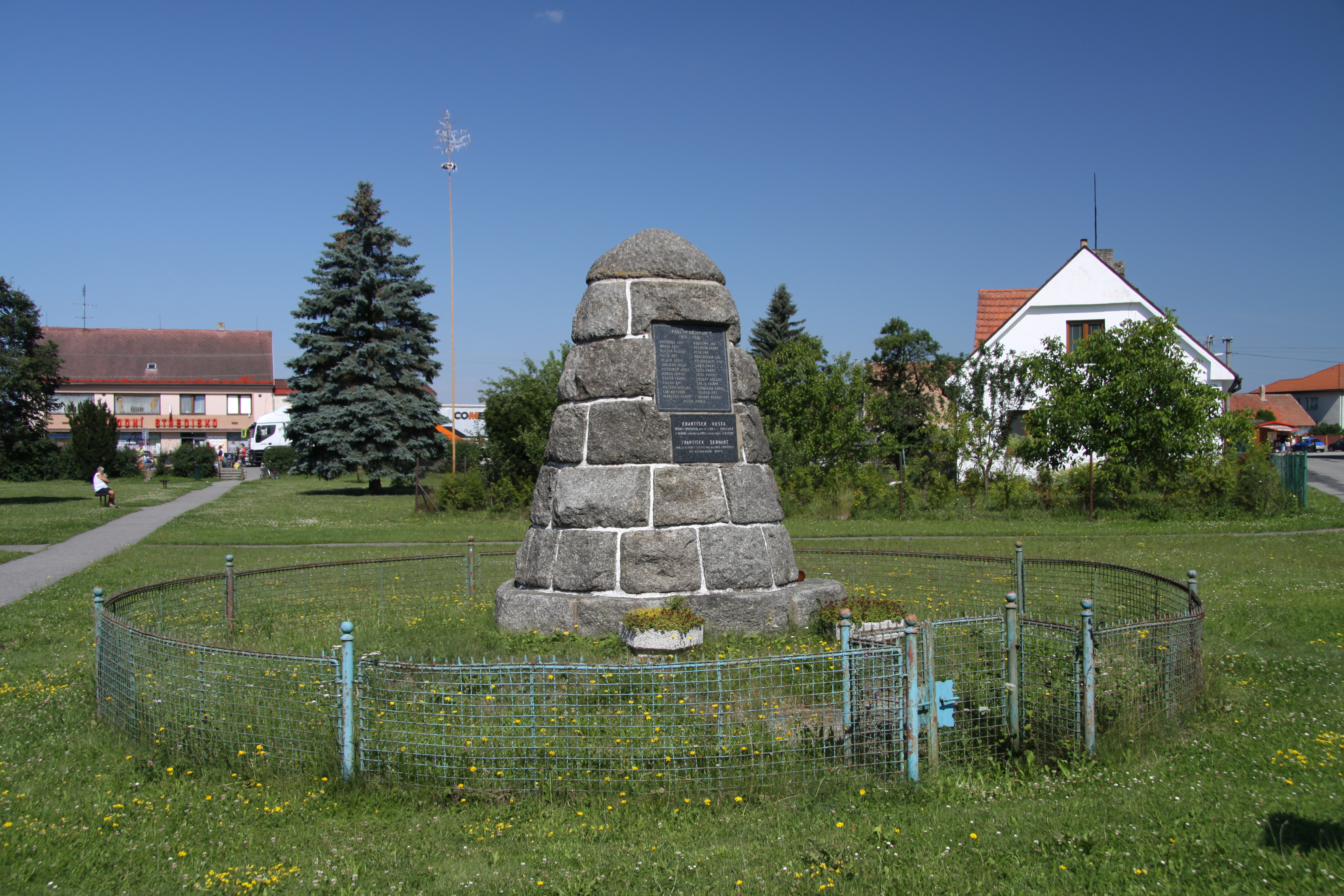
Památník obětem první světové války na návsi v obci

Jméno Opařany = ves Opařanů, tj. lidí bydlících nebo žijících v (na) oparu = v páře nebo horkosti (od slunce). Tamní lid prý nazývá oparem část louky, kde tráva žloutne a vadne; opar je tedy místo, kde slunce mnoho pálí, a Opařan je obyvatel takového oparu. Tomu výkladu svědčí, že tamní krajina je nakloněna k východu a k jihu.

## Galerie

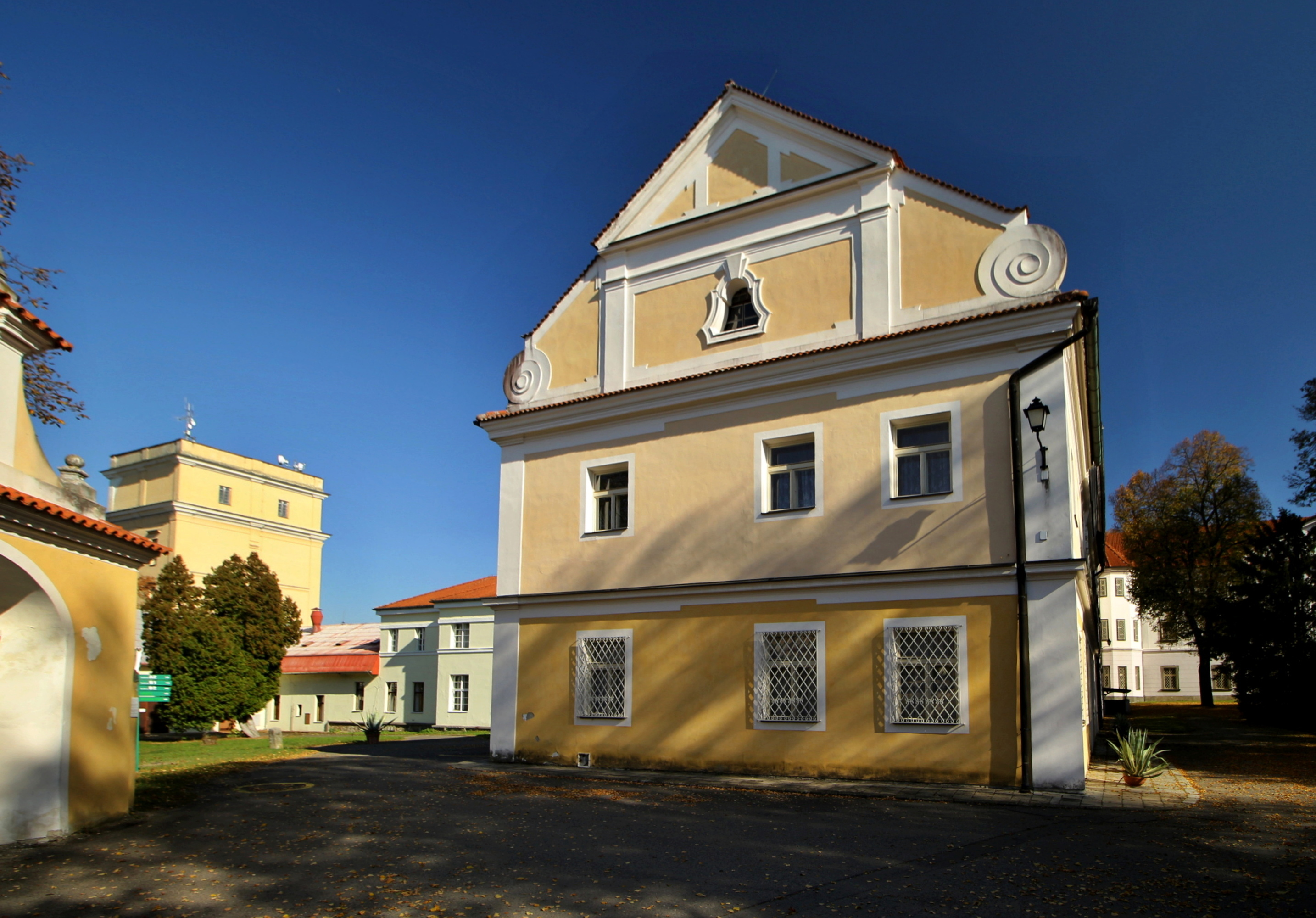
Zámek
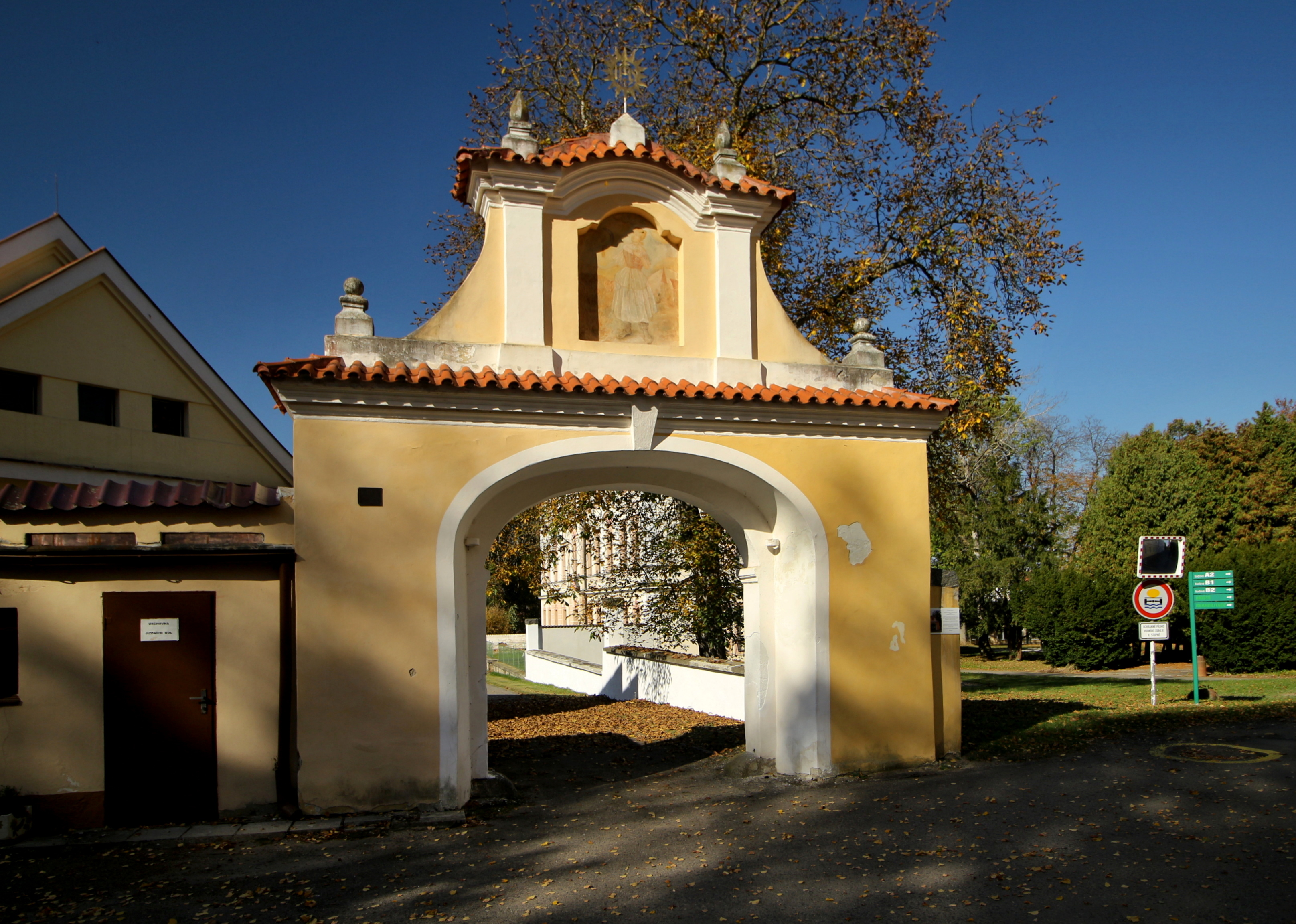
Barokní brána v zámeckém parku
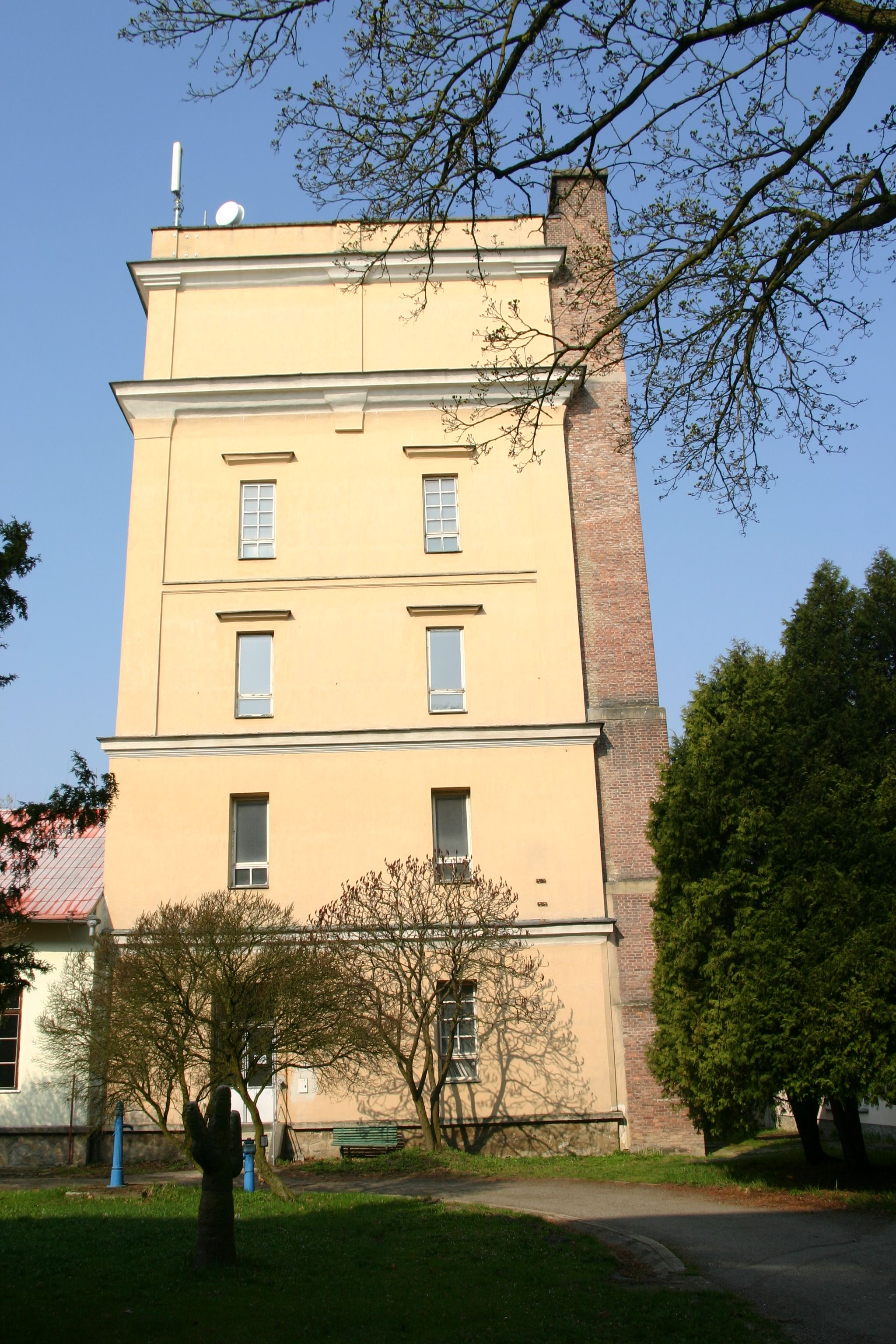
Vodárenská nádrž
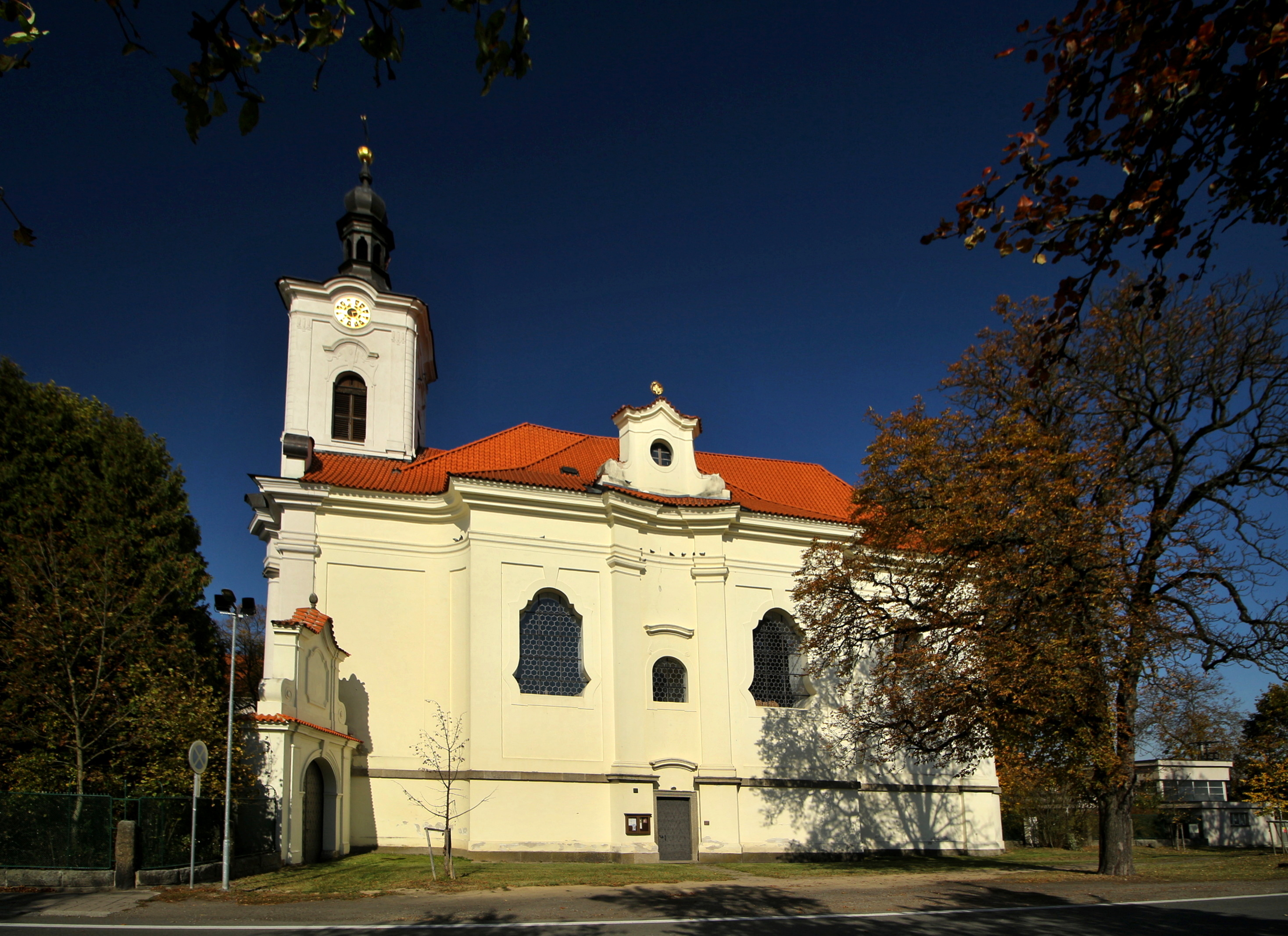
Kostel svatého Františka Xaverského
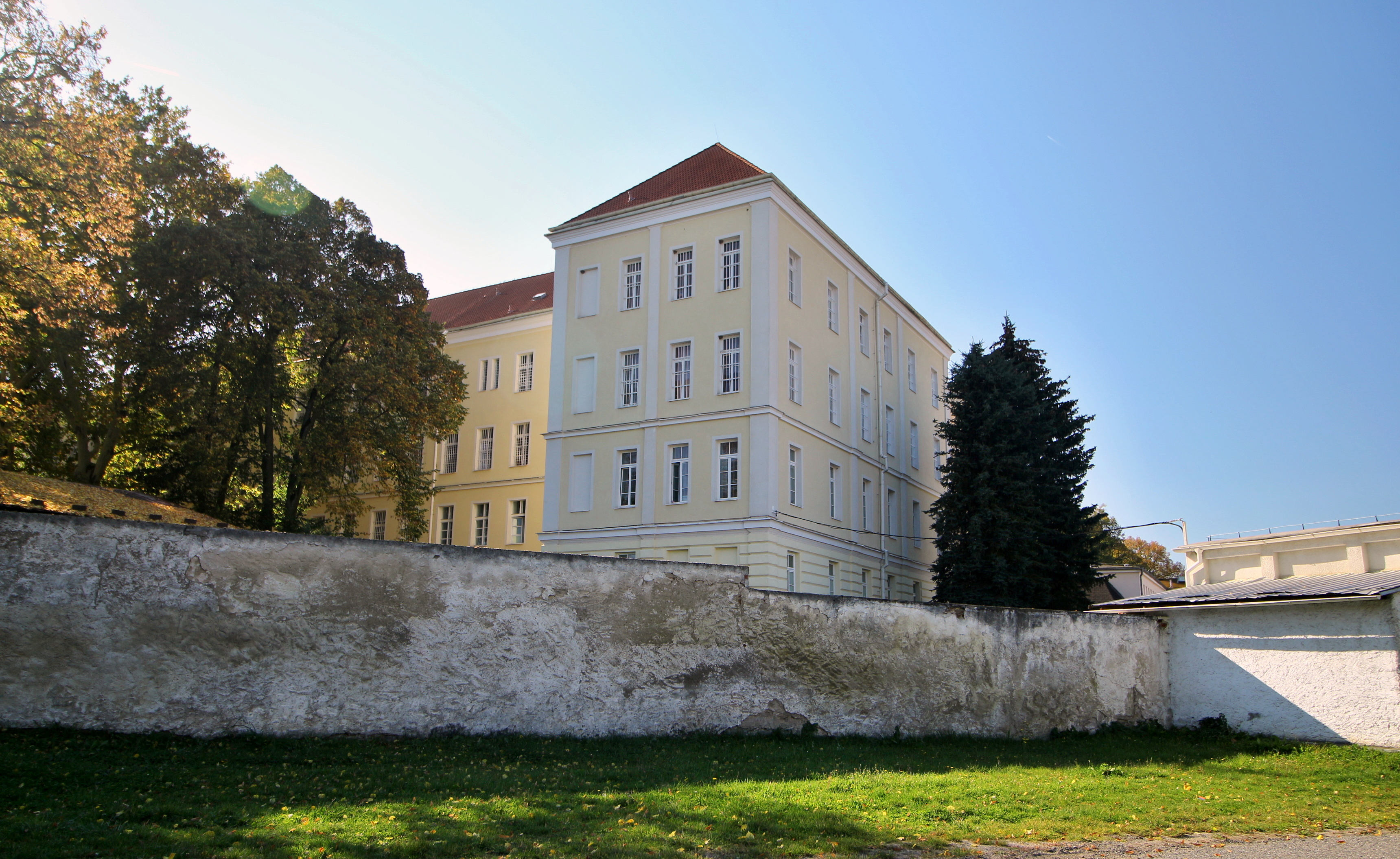
Zadní část zámku
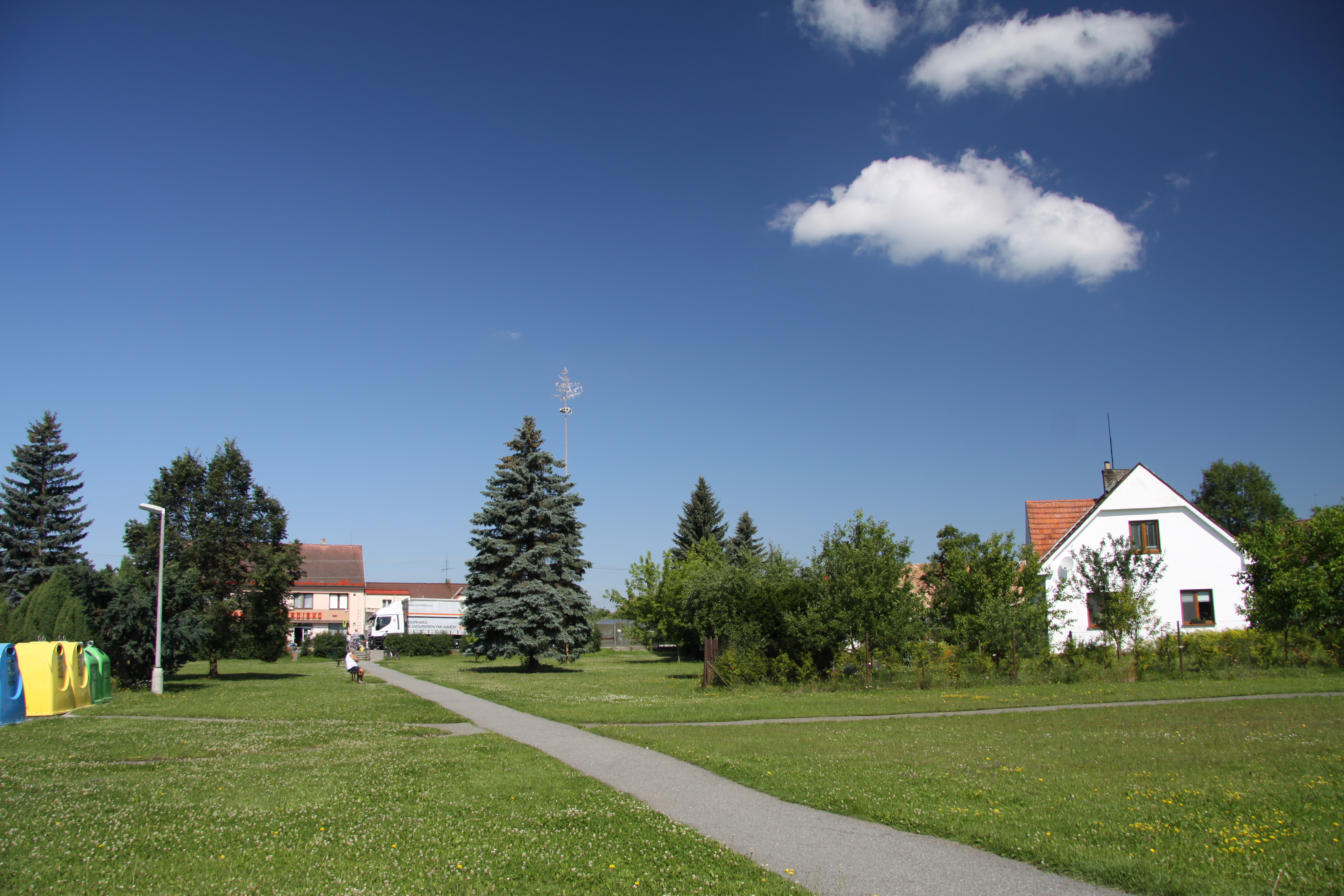
Náves
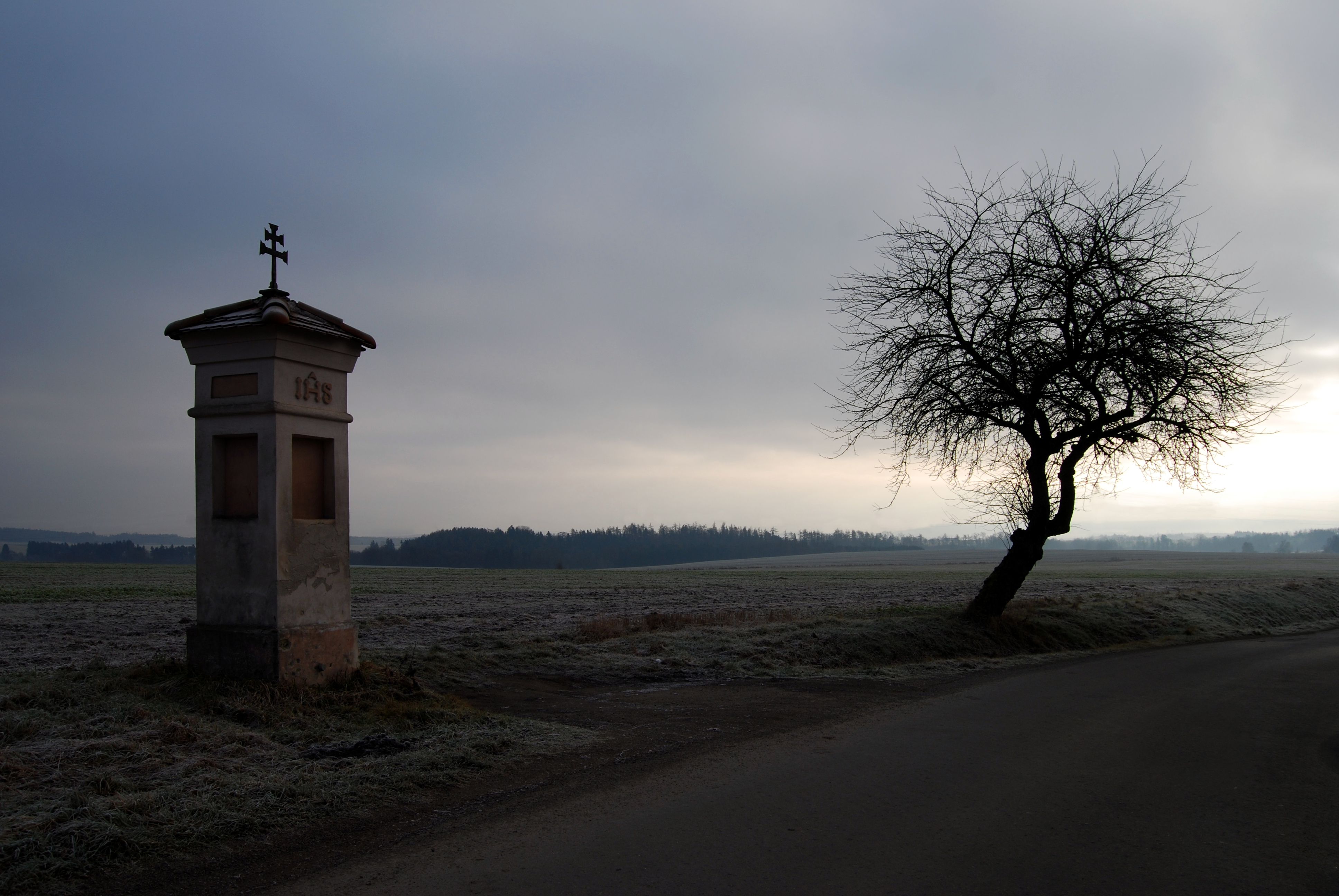
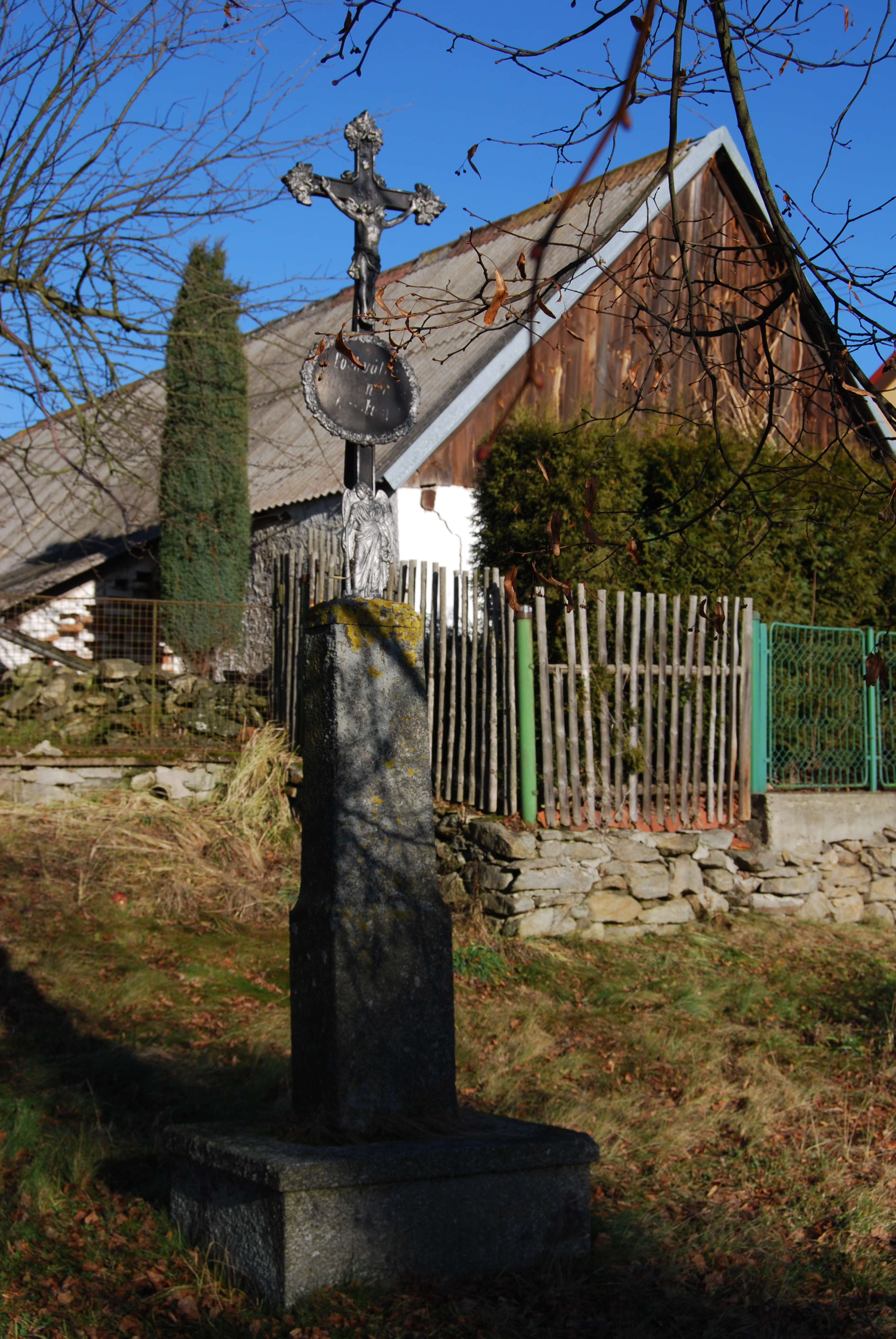
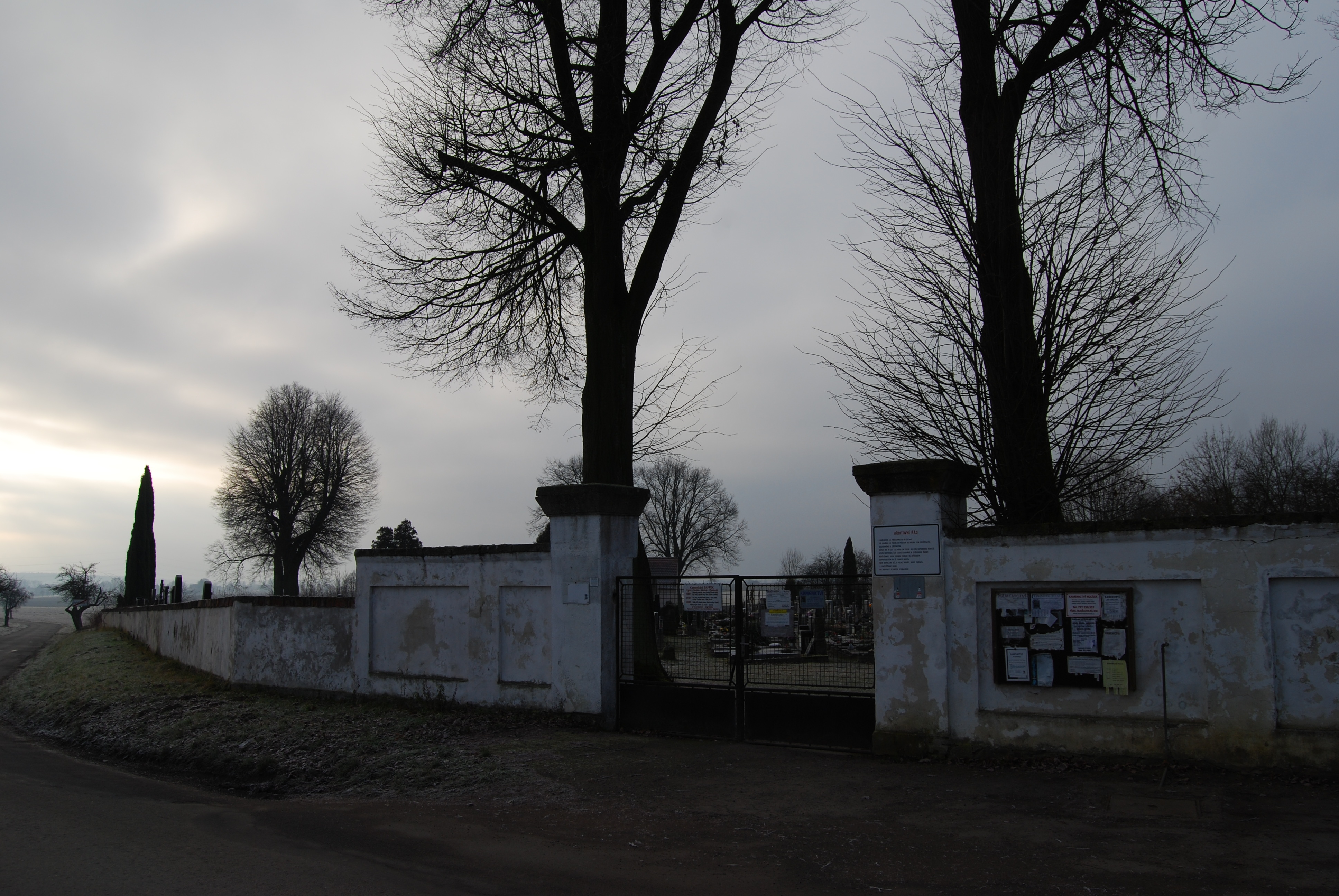